# Nendo
Pour les articles homonymes, voir Santa Cruz, Nitendi et Ndende.
Nendo (ou plus exactement Nendö) est l’île la plus importante des îles Santa Cruz et est située dans la province de Temotu, aux îles Salomon. L’île est aussi connue sous le nom de Santa Cruz, Ndeni, Nitendi ou encore Ndende. Le nom Santa Cruz fut donné à l'île en 1595 par l'explorateur espagnol Alvaro de Mendaña qui essaya en vain d’y installer une colonie.

## Géographie

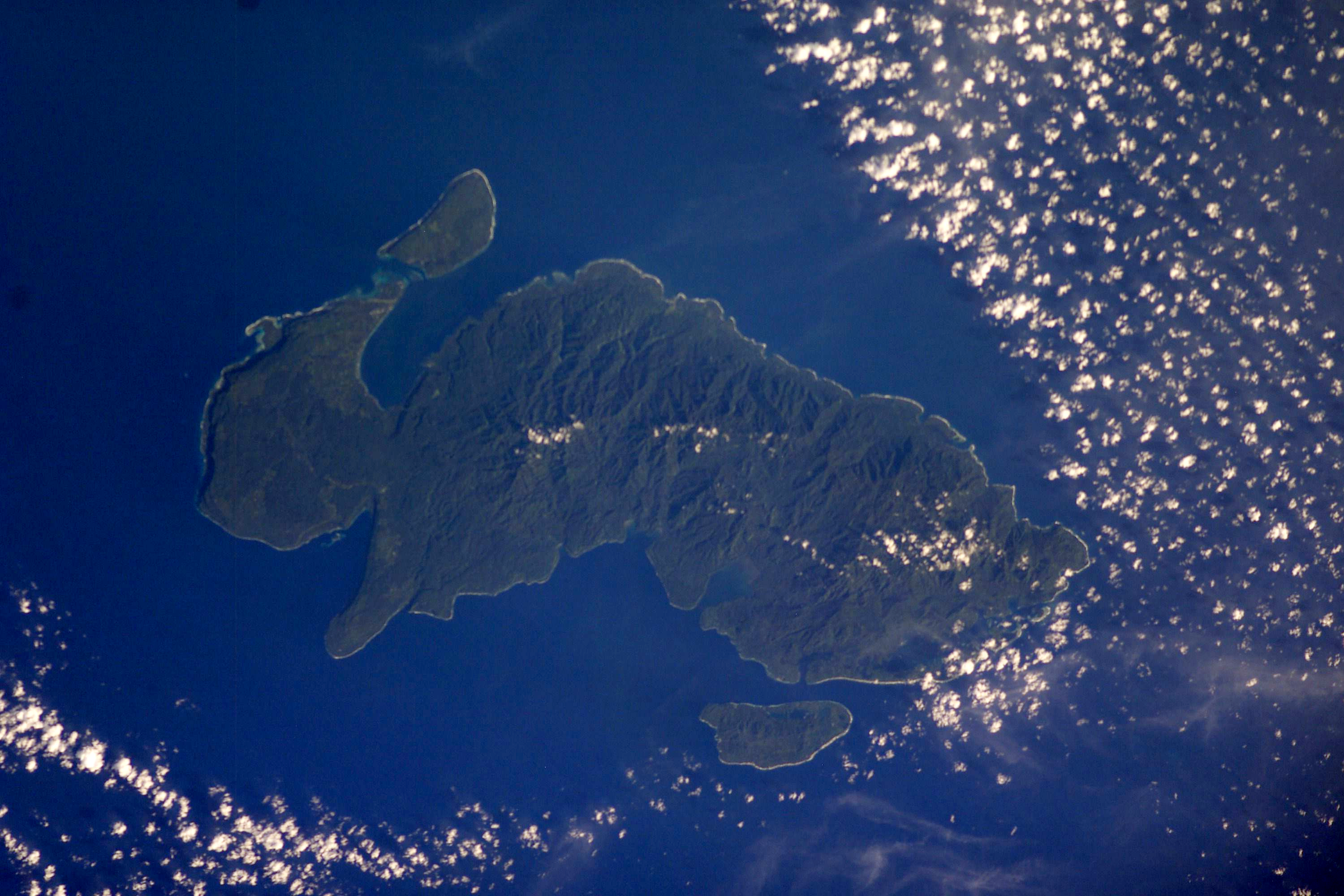

Nendo mesure 40 km de long et 22 km de large. Sa superficie est de 505,5 km2. Le point culminant de l’île se situe à 549 m au-dessus du niveau de la mer. Elle est majoritairement couverte de forêts et comporte de nombreux cours d'eau.
Lata, située au nord-ouest de l’île est le chef-lieu de Nendo et capitale de la province de Temotu.

## Population
La population de Nendo est d'environ 9 000 habitants.
Les trois langues parlées dans l'île sont le natügu, le nalögo et le nanggu. Elles appartiennent toutes à la branche Temotu des langues océaniennes.

## Histoire
La première découverte eut lieu le 7 septembre 1595 par l'explorateur espagnol Álvaro de Mendaña lors de son deuxième voyage dans le Pacifique sud. Alors qu'il arrivait à Santa Cruz, le volcan de Tinakula était en éruption et l'un de ses quatre navires (le Santa Ysabel) a coulé.
Mendaña tente alors d'établir une colonie à la baie Graciosa. Mais, rapidement, une mutinerie s'organise et il est contraint d'exécuter le commandant du camp. Mendaña tombe malade et meurt le 18 octobre 1595. Le camp est abandonné peu après.
Les hommes à bord furent également malades et désignèrent l'île comme “un coin d'enfer dans les griffes du diable”. Sur les 378 hommes d'équipage, 47 sont morts en un mois. Le reste de l'équipage, ainsi que sa veuve, firent voile vers les Philippines.
Le 12 août 1767, le navigateur britannique Philip Carteret débarque à Nendo, qu'il baptise Isle du Lord Egmont en honneur du Comte de ce nom. Il baptise l'ensemble des îles à proximité de cette île principale, les Isles de la Reine Charlotte. Sur Nendo, il trouve des indigènes accueillants. Mais lorsque son représentant à terre, débarqué avec une quinzaine d'hommes, s'obstine étrangement à abattre un cocotier, ils se mettent à protester et attaquent l'équipage, blessant ou tuant la moitié des marins.